# Astragalus obscurus
Astragalus obscurus es una  especie de planta herbácea perteneciente a la familia de las leguminosas. Es originaria de Estados Unidos

## Distribución y hábitat
Es originaria de Estados Unidos del noroeste de Idaho y Oregón y partes del norte de Nevada y California. Es una planta de zonas rocosas en las montañas y la meseta de la Gran Cuenca. 

## Descripción
Este es un pequeño, hierba perenne que forma esteras con mechones de tallos peludos que se acercan a una longitud máxima de 15 centímetros. Las hojas miden hasta 10 centímetros de largo y están compuestas de foliolos espesos de forma ovalada. La inflorescencia es un racimo denso con 5 a 15 flores blanquecinas a ligeramente lila, cada una de menos de un centímetro de largo. El fruto es una estrecha y correosa legumbre en posición vertical en la infrutescencia. Puede alcanzar los 2,5 centímetros de longitud y por lo general tiene dos cámaras en el interior.

## Taxonomía
Astragalus obscurus fue descrita por  Sereno Watson y publicado en United States Geological Expolration (sic) of the Fortieth Parallel. Vol. 5, Botany 69. 1871.
Etimología
Astragalus: nombre genérico derivado del griego clásico άστράγαλος y luego del Latín astrăgălus aplicado ya en la antigüedad, entre otras cosas, a algunas plantas de la familia Fabaceae, debido a la forma cúbica de sus semillas parecidas a un hueso del pie.
obscurus: epíteto latino que significa "oscura, sucia".
Sinonimia
- Homalobus miser (Douglas) Rydb.
- Tium obscurum (S.Watson) Rydb.
- Tragacantha obscura (S.Watson) Kuntze	[5]